# Jean-Jacques Schuhl
Jean-Jacques Schuhl (ur. 9 października 1941 w Marsylii) – francuski pisarz, laureat nagrody Goncourtów za powieść „Ingrid Caven”.

## Twórczość
- Rose Poussière (1972);
- Télex N° 1 (1972);
- Ingrid Caven (2000);
- Entrée des fantômes (2010);
- Obsessions (2014);
- Apparitions (2022)[2][3].

## Życie prywatne
Pochodzi z marsylskiej wyższej klasy średniej. W latach 60. XX wieku przeniósł się do Paryża. Od początku XX wieku rzadko opuszcza mieszkanie na skutek zwyrodnienia stawów. Jego partnerką życiową jest niemiecka aktorka i piosenkarka Ingrid Caven, której poświęcił fabularyzowaną biografię nagrodzoną w 2000 roku nagrodą Gontcourtów.